# ジョシュ・ホワイトセル
ジョシュア・セス・ホワイトセル（Joshua Seth Whitesell, 1982年4月14日 - ）は、アメリカ合衆国ノースカロライナ州出身の元プロ野球選手（内野手）。左投左打。
NPBでの登録名は「ホワイトセル」だが、6文字と長いため一部の球場のスコアボード表記では「ジョシュ」とも表記された。

## 経歴

### プロ入りとエクスポズ傘下時代
2003年のMLBドラフト6巡目(全体177位)でモントリオール・エクスポズから指名され、契約を結びプロ入り。

### ダイヤモンドバックス時代

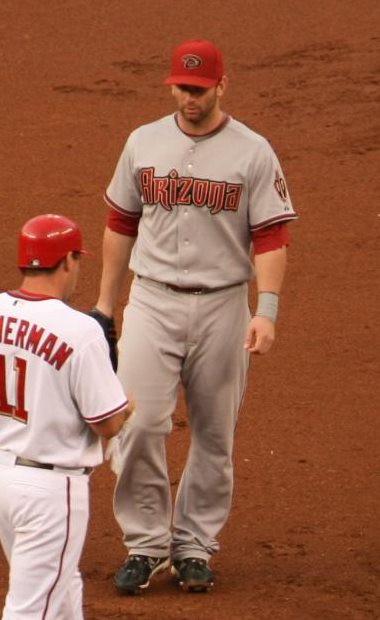
アリゾナ・ダイヤモンドバックス時代
(2009年8月7日)

2008年にアリゾナ・ダイヤモンドバックスへ移籍し、マイナーで打率.328・26本塁打・110打点、OPS.993という好成績を残し、同年9月2日にメジャーデビュー。
2010年はナショナルズに復帰したが、メジャー昇格はなかった。

### ヤクルト時代

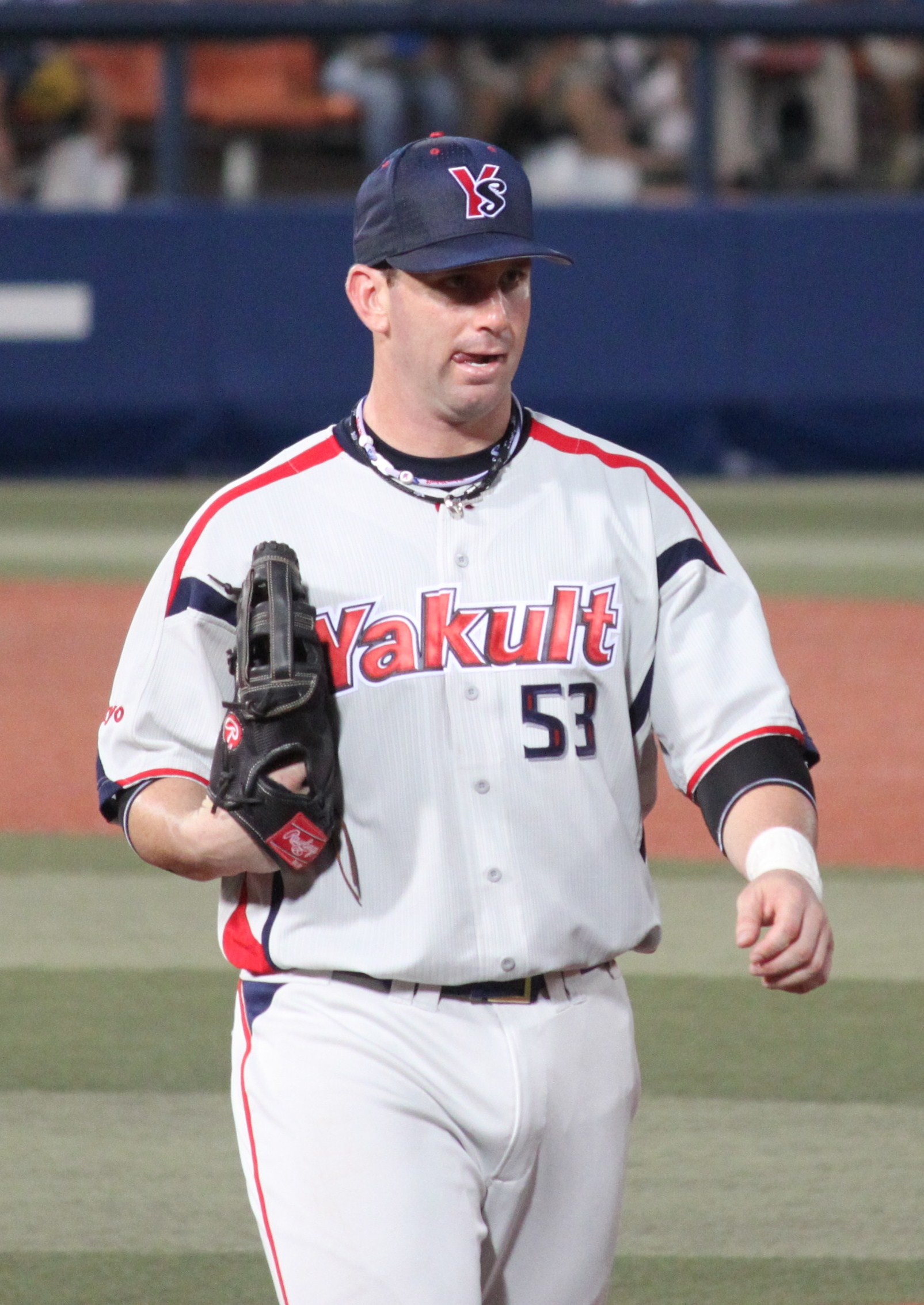
ヤクルト時代（2010年8月8日、横浜スタジアム）

2010年6月7日に東京ヤクルトスワローズへの入団が発表された。ナショナルズ傘下AAA級では、2009年に阪神タイガースでプレーしたケビン・メンチとクリーンアップを組んでおり、訪日前にはメンチから日本プロ野球についてアドバイスをもらったとも言われている。
6月26日に一軍登録されると、同日の対阪神戦で5番・左翼手で即スタメン出場し、NPB初本塁打を記録した。6月29日の対横浜ベイスターズ戦では、初めてプロ野球公式戦が行われたセルラースタジアム那覇でプロ公式戦第1号本塁打を放った。同年はシーズンの半分以下である68試合の出場だったものの、打率.309、15本塁打53打点と結果を残した。特に、勝負を決める場面での活躍が多く、勝利打点15は同年全試合に出場した中日ドラゴンズの森野将彦の最多勝利打点18にあと3に迫るハイペースだった。
2011年は畠山和洋のブレイクにより出番が減少。シーズン途中からは自身の打撃不振もあって控えに回ることが多く、期待されるほどの結果が残せなかった。オフの11月21日に自由契約選手として公示された。

### ロッテ時代
2011年12月28日、千葉ロッテマリーンズへの入団が発表された。
2012年は開幕4番で出場し開幕戦では初打席で田中将大から先制適時打を含む3安打2打点の活躍でチームの8年ぶりの開幕戦白星に貢献した。しかし、4月12日の対オリックス・バファローズ戦で捕手の伊藤光の後頭部に翌13日の対福岡ソフトバンクホークス戦で同じく捕手の細川亨の右肩にいずれもスイング後のバットが直撃し、2試合連続で相手の捕手を負傷退場させる結果となった。同時に開幕から10試合で打率.237と打撃が振るわなかったため、翌14日に二軍降格となった。その後7月16日に一軍に再昇格し、8月2日の対北海道日本ハムファイターズ戦で谷元圭介から日本では初となる満塁本塁打を放った。その後は打撃が上向き、8月8日に3割に乗せると同月は打率.394、5本塁打24打点の好成績で、8月の月間MVP野手部門を獲得、以降は一度も3割を切ることなくシーズンを終えた。
2013年はオープン戦は打率.326と好調も、開幕戦はベンチスタート。3月31日の開幕2戦目より6番指名打者でスタメン出場。4月5日より4番を務めるようになる。すると4月8日の対東北楽天ゴールデンイーグルス戦にて3打席連続でホームランを放つ。5月4日の対ソフトバンク戦では、捕手の細川の頭部にスイング後のホワイトセルのバットが直撃した。細川にバットを当てるのは前年に続いて2回目。この試合で右手首を痛め、5日の試合には出場したが6日に登録を抹消された。ホワイトセルはこの怪我の検査のため6月20日に一時帰国した。7月10日に再訪日。翌11日に二軍に合流するも、その後は一度も一軍に呼ばれることなくシーズンを終了した。24試合の出場で.200、4本、14打点と日本球界では自己最低の成績となった。10月3日に球団から翌年の契約を結ばない事が発表された。

### メキシカンリーグ時代
2014年はメキシカンリーグのサルティーヨ・サラペメーカーズとタバスコ・キャトルメンでプレー。
2015年はオアハカ・ウォーリアーズと契約したが、出場せず。

## プレースタイル・人物
ケビン・ユーキリスやライアン・ブラウンらと同じユダヤ系の野球選手。
三振が多い一方選球眼に優れ、マイナー時代からIsoDは毎年.100近い数字を残している。
フルスイングが特徴の選手であるが、フォロースルーでバットが捕手を直撃することも多い。2012年の2試合連続で負傷退場させた（経歴の項参照）以前にも、2011年に炭谷銀仁朗の右肩を直撃したことがあった。AAA級時代にチームメイトだったエバン・マクレーンも、当時から同様の癖があったと語っていた。
ロッテ時代の応援歌はサカナクションの『アイデンティティ』であった。

## 詳細情報

### 年度別打撃成績
| 年 度    | 球 団    | 試 合 | 打 席 | 打 数 | 得 点 | 安 打 | 二 塁 打 | 三 塁 打 | 本 塁 打 | 塁 打 | 打 点 | 盗 塁 | 盗 塁 死 | 犠 打 | 犠 飛 | 四 球 | 敬 遠 | 死 球 | 三 振 | 併 殺 打 | 打 率 | 出 塁 率 | 長 打 率 | O P S |
| -------- | -------- | ----- | ----- | ----- | ----- | ----- | -------- | -------- | -------- | ----- | ----- | ----- | -------- | ----- | ----- | ----- | ----- | ----- | ----- | -------- | ----- | -------- | -------- | ----- |
| 2008     | ARI      | 7     | 9     | 7     | 1     | 2     | 0        | 0        | 1        | 5     | 1     | 0     | 0        | 0     | 0     | 1     | 0     | 1     | 2     | 0        | .286  | .444     | .714     | 1.158 |
| 2009     | ARI      | 46    | 133   | 108   | 7     | 21    | 7        | 0        | 1        | 31    | 14    | 0     | 0        | 0     | 0     | 24    | 4     | 1     | 29    | 2        | .194  | .346     | .287     | .633  |
| 2010     | ヤクルト | 68    | 268   | 230   | 44    | 71    | 16       | 2        | 15       | 136   | 53    | 0     | 0        | 0     | 2     | 32    | 0     | 4     | 71    | 4        | .309  | .399     | .591     | .990  |
| 2011     | ヤクルト | 112   | 348   | 299   | 29    | 74    | 18       | 0        | 12       | 128   | 33    | 0     | 0        | 0     | 3     | 40    | 2     | 6     | 108   | 7        | .247  | .345     | .428     | .773  |
| 2012     | ロッテ   | 63    | 257   | 223   | 24    | 69    | 13       | 0        | 9        | 109   | 43    | 0     | 1        | 0     | 1     | 29    | 0     | 4     | 75    | 2        | .309  | .397     | .489     | .886  |
| 2013     | ロッテ   | 24    | 83    | 70    | 8     | 14    | 4        | 0        | 4        | 30    | 14    | 0     | 0        | 0     | 2     | 10    | 0     | 1     | 19    | 4        | .200  | .301     | .429     | .730  |
| MLB：2年 | MLB：2年 | 53    | 142   | 115   | 8     | 23    | 7        | 0        | 2        | 36    | 15    | 0     | 0        | 0     | 0     | 25    | 4     | 2     | 31    | 2        | .200  | .352     | .313     | .665  |
| NPB：4年 | NPB：4年 | 267   | 956   | 822   | 105   | 228   | 51       | 2        | 40       | 403   | 143   | 0     | 1        | 0     | 8     | 111   | 2     | 15    | 273   | 17       | .277  | .370     | .490     | .861  |

### 年度別守備成績
| 年 度 | 球 団    | 一塁（1B） | 一塁（1B） | 一塁（1B） | 一塁（1B） | 一塁（1B） | 一塁（1B） | 外野  | 外野  | 外野  | 外野  | 外野  | 外野     |
| 年 度 | 球 団    | 試 合      | 刺 殺      | 補 殺      | 失 策      | 併 殺      | 守 備 率   | 試 合 | 刺 殺 | 補 殺 | 失 策 | 併 殺 | 守 備 率 |
| ----- | -------- | ---------- | ---------- | ---------- | ---------- | ---------- | ---------- | ----- | ----- | ----- | ----- | ----- | -------- |
| 2008  | ARI      | 1          | 7          | 0          | 0          | 0          | 1.000      | -     | -     | -     | -     | -     | -        |
| 2009  | ARI      | 30         | 246        | 12         | 1          | 16         | .996       | -     | -     | -     | -     | -     | -        |
| 2010  | ヤクルト | 61         | 484        | 31         | 4          | 52         | .992       | 4     | 3     | 0     | 0     | 0     | 1.000    |
| 2011  | ヤクルト | 70         | 501        | 30         | 2          | 52         | .996       | -     | -     | -     | -     | -     | -        |
| 2012  | ロッテ   | 23         | 186        | 14         | 2          | 12         | .990       | -     | -     | -     | -     | -     | -        |
| 2013  | ロッテ   | 1          | 13         | 0          | 0          | 0          | 1.000      | -     | -     | -     | -     | -     | -        |
| MLB   | MLB      | 31         | 253        | 12         | 1          | 16         | .996       | -     | -     | -     | -     | -     | -        |
| NPB   | NPB      | 155        | 1184       | 75         | 8          | 116        | .994       | 4     | 3     | 0     | 0     | 0     | 1.000    |

### 表彰
NPB
- 月間MVP：1回（野手部門：2012年8月）

### 記録
NPB初記録
- 初出場・初先発出場：2010年6月26日、対阪神タイガース7回戦（明治神宮野球場）、5番・左翼手で先発出場
- 初打席：同上、2回裏に鶴直人から二塁ゴロ
- 初安打・初本塁打・初打点：同上、8回裏に西村憲から右越ソロ

NPBその他記録
- 代打3打席連続本塁打 ※史上4人目（過去の達成者は1984年のマーシャル・ブラント、1989年の真弓明信、1996年の藤立次郎）
  - 2011年5月25日、対オリックス・バファローズ1回戦（明治神宮野球場）、6回裏にアルフレッド・フィガロから左越ソロ
  - 2011年6月4日、対北海道日本ハムファイターズ4回戦（明治神宮野球場）、8回裏に石井裕也から右中間へ2ラン
  - 2011年8月14日、対阪神タイガース11回戦（明治神宮野球場）、9回裏に福原忍から中越2ラン

### 背番号
- 29（2008年 - 2009年）
- 53（2010年 - 2011年）
- 64（2012年 - 2013年）